# Deedlit
Deedlit (ディードリット?) è un personaggio immaginario, protagonista del franchise giapponese Record of Lodoss War, ideato da Ryō Mizuno. Deedlit è uno dei protagonisti della serie OAV Record of Lodoss War e della prima parte della serie Record of Lodoss War: La saga dei cavalieri. Inoltre è protagonista assoluta della light novel High Elf Forest: Deedlit Story, del manga Lodoss war: la storia di Deedlit e del recente videogioco Record of Lodoss War-Deedlit in Wonder Labyrinth. In Legend of Crystania invece non compare affatto.

## Il personaggio
Deedlit (Deed per gli amici) è un alto elfo femmina e proviene dalla Foresta del Non Ritorno, dove era la più giovane della sua gente e l'ultima nata da molti secoli. Dovrebbe avere all'incirca solo centosessanta anni, mentre un elfo può vivere molto più a lungo. Proprio per questo è tenuta in gran considerazione, tra quelli della sua razza, come colei che può far rifiorire e prosperare gli alti elfi.
È l'interesse sentimentale di Parn, di cui, almeno inizialmente, non corrisponde affatto i sentimenti. Al principio delle sue avventure Deed, come tutti gli alti elfi, è diffidente nei confronti degli esseri viventi di altre razze, che vengono visti come esseri immaturi per via della più corta durata della vita. Col tempo e l'esperienza però, impara a conoscere gli altri e si interessa anch'ella a Parn. Per motivi riconducibili forse d'orgoglio o all'antica rivalità coi nani, mantiene un atteggiamento più aggressivo nei confronti di Ghim, anche se solo un comportamento di facciata.

### Aspetto
Deedlit si presenta come una giovane ragazza snella e discretamente alta, dalla pelle molto pallida e i capelli biondi e luminosi. Le sue orecchie sono appuntite e molto sporgenti, come quelle di tutti gli elfi della serie.
Indossa sempre un vestito verde con rifiniture gialle che termina in una gonna molto corta, stivali e guanti. È dotata di una piccola corazza che le protegge il petto, di ampie spalliere, di una spada sottile e leggera che tiene legata alla cintura e si copre con un ampio mantello. In fronte porta un gioiello legato a una catenella che tiene attorno alla nuca.

### Poteri e abilità
Deedlit è dotata di poteri di sciamanesimo che le permettono di padroneggiare elementali e spiriti della natura, appresi in terra natia. In particolare, durante l'anime, mostra spesso differenti tecniche d'evocazione (a volte tradotte in modo differente):
- Fata della Luce: invocandola Deedlit riesce a creare una fonte luminosa in grado di illuminare ambienti anche di grandi dimensioni, in grado di rendere luminosi oggetti oppure in grado di liberare qualcuno/qualcosa dall'oscurità. La durata del fascio luminoso dipende dallo sforzo che l'elfo compie nell'invocare gli spiriti.
- Fata dei venti: invocandola Deedlit richiama a sé e instrada correnti d'aria in grado di soffiare via il bersaglio desiderato.
- Spirito dell'acqua: invocandolo viene creata un'onda d'acqua che s'infrange sull'obiettivo.

Oltre ad essere una potente sciamana, Deedlit è anche un'abile spadaccina e una valida combattente.

## Doppiatori
In Record of Lodoss War, Deedlit è doppiata in giapponese da Yumi Tōma, in inglese da Lisa Ortiz (il suo debutto), in italiano da Giulia Franzoso, in francese da Christine Paris, in Spagnolo da María Luisa Rosselló ed in tedesco da Beate Pfeiffer. In Chronicles of the Heroic Knight, Deedlit è stata doppiata in giapponese dalla scomparsa Shiho Niiyama sino all'episodio 19 (il suo ultimo lavoro) e da Junko Noda dall'episodio 20 in avanti.